# Xã Duncan, Quận Sullivan, Missouri
Xã Duncan (tiếng Anh: Duncan Township) là một xã thuộc quận Sullivan, tiểu bang Missouri, Hoa Kỳ. Năm 2010, dân số của xã này là 385 người.